# Saison 2017-2018 du Football Club de Grenoble rugby
Cette page présente la saison 2017-2018 du Football club de Grenoble rugby en Pro D2.
Le club remonte en Top 14 et les Juniors Crabos sont champion de France.

## Staff technique
| Nom                   | Poste                                                      | Nationalité sportive |
| --------------------- | ---------------------------------------------------------- | -------------------- |
| Stéphane Glas         | Entraîneur (arrières)                                      | France               |
| Dewald Senekal        | Entraîneur (avants)                                        | Afrique du Sud       |
| Cyril Villain         | Entraîneur (défense)                                       | France               |
| Jérôme Vernay         | Entraîneur (skills), directeur sportif centre de formation | France               |
| Franck Corrihons      | Directeur du développement rugby                           | France               |
| Andrew Farley         | Responsable de opérations rugby                            | Australie            |
| Florent Vejux         | Médecin                                                    | France               |
| Cédric Fourrier       | Kinésithérapeute                                           | France               |
| Johnny Claxton        | Préparateur physique en chef                               | Nouvelle-Zélande     |
| Benjamin Simond-Cotte | Préparateur physique                                       | France               |
| Patrick Chassaing     | Préparateur physique                                       | France               |
| Bruno Delatte         | Assistant                                                  | France               |

## Effectif
| Nom                        | Poste                  | Naissance         | Nationalité sportive | Sélections (points marqués) | Dernier club              | Arrivée au club (année) |
| -------------------------- | ---------------------- | ----------------- | -------------------- | --------------------------- | ------------------------- | ----------------------- |
| Alexandre Dardet           | Pilier                 | 31 janvier 1993   | France               | -                           | Formé au club             | 2013                    |
| Dayna Edwards              | Pilier                 | 14 mars 1985      | Australie            | -                           | Queensland Reds           | 2010                    |
| Beka Gigashvili            | Pilier                 | 17 février 1992   | Géorgie              | -                           | SO Chambéry               | 2017                    |
| Dylan Jacquot              | Pilier                 | 6 février 1995    | France               | -                           | Formé au club             | 2014                    |
| Iges Lapé                  | Pilier                 | 6 septembre 1996  | France               | -                           | CA Saint-Raphaël Fréjus   | 2012                    |
| Pierre Maiau               | Pilier                 | 8 juin 1994       | France               | -                           | Racing 92                 | 2017                    |
| Ali Oz                     | Pilier                 | 28 août 1995      | France               | -                           | Formé au club             | 2015                    |
| Ropate Rinakama            | Pilier                 | 17 janvier 1988   | Fidji                | 2 (0)                       | Northland                 | 2018                    |
| Sona Taumalolo             | Pilier                 | 13 novembre 1981  | Tonga                | -                           | Racing 92                 | 2015                    |
| Latu Talakai               | Pilier                 | 26 décembre 1989  | Nouvelle-Zélande     | 2 (0)                       | Waikato                   | 2017                    |
| Beñat Auzqui               | Talonneur              | 1er août 1983     | Espagne              | 6 (10)                      | Union Bordeaux Bègles     | 2017                    |
| Duncan Casey               | Talonneur              | 14 novembre 1990  | Irlande              | -                           | Munster Rugby             | 2018                    |
| Étienne Fourcade           | Talonneur              | 11 avril 1997     | France               | -                           | Formé au club             | 2016                    |
| Arnaud Héguy               | Talonneur              | 23 janvier 1985   | France               | -                           | Biarritz olympique        | 2014                    |
| Paulin Mas                 | Talonneur              | 21 novembre 1995  | France               | -                           | Formé au club             | 2015                    |
| Mickaël Capelli            | Deuxième ligne         | 18 mars 1997      | France               | -                           | Formé au club             | 2015                    |
| Leva Fifita                | Deuxième ligne         | 29 juillet 1989   | Tonga                | 2 (5)                       | Waikato                   | 2017                    |
| Killian Geraci             | Deuxième ligne         | 25 mars 1999      | France               | 3 (0)                       | Formé au club             | 2017                    |
| Steven Giroud              | Deuxième ligne         | 14 juillet 1998   | France               | -                           | Formé au club             | 2016                    |
| Armandt Koster             | Deuxième ligne         | 20 janvier 1990   | Afrique du Sud       | -                           | Cheetahs                  | 2017                    |
| Aly Muldowney              | Deuxième ligne         | 3 août 1983       | Écosse               | -                           | Connacht                  | 2016                    |
| Hans N'Kinsi               | Deuxième ligne         | 21 septembre 1992 | France               | -                           | RC Narbonne               | 2017                    |
| Francois Uys               | Deuxième ligne         | 12 mars 1986      | Afrique du Sud       | -                           | Cheetahs                  | 2017                    |
| Fabien Alexandre           | Troisième ligne        | 14 mai 1985       | France               | -                           | Biarritz olympique        | 2011                    |
| Loïc Baradel               | Troisième ligne        | 25 octobre 1996   | France               | -                           | Formé au club             | 2016                    |
| Antonin Berruyer           | Troisième ligne        | 8 septembre 1998  | France               | -                           | Formé au club             | 2017                    |
| Nuku Swerling              | Troisième ligne        | 8 août 1993       | Samoa                | -                           | US Oyonnax                | 2017                    |
| Edgar Tuinukuafe           | Troisième ligne        | 7 octobre 1993    | Tonga                | -                           | US Carcassonne            | 2017                    |
| Loïc Godener               | Troisième ligne centre | 13 août 1995      | France               | -                           | Racing 92                 | 2017                    |
| Dylan Hayes                | Troisième ligne centre | 11 février 1994   | Nouvelle-Zélande     | -                           | Old Boys Marist           | 2014                    |
| Steven Setephano           | Troisième ligne centre | 15 avril 1984     | Îles Cook            | -                           | NTT Docomo Red Hurricanes | 2015                    |
| David Mélé                 | Demi de mêlée          | 22 octobre 1985   | France               | -                           | Stade toulousain          | 2016                    |
| Lilian Saseras             | Demi de mêlée          | 27 juin 1994      | France               | -                           | Formé au club             | 2013                    |
| Jérémy Valençot            | Demi de mêlée          | 28 février 1997   | France               | -                           | Formé au club             | 2016                    |
| Burton Francis             | Demi d'ouverture       | 2 janvier 1987    | Afrique du Sud       | -                           | SU Agen                   | 2017                    |
| Clément Gelin              | Demi d'ouverture       | 8 novembre 1993   | France               | -                           | Formé au club             | 2014                    |
| Adrien Latorre             | Demi d'ouverture       | 4 août 1990       | France               | -                           | US Carcassonne            | 2017                    |
| Franck Pourteau            | Demi d'ouverture       | 1er avril 1996    | France               | -                           | Racing 92                 | 2018                    |
| Étienne Dussartre          | Centre                 | 5 février 1993    | France               | -                           | Racing 92                 | 2017                    |
| Nigel Hunt                 | Centre                 | 14 mai 1983       | Nouvelle-Zélande     | -                           | Bay of Plenty             | 2010                    |
| Edward Sawailau            | Centre                 | 4 avril 1996      | Fidji                | -                           | Formé au club             | 2016                    |
| Parataiso Silafai-Leaana   | Centre                 | 14 mai 1983       | Nouvelle-Zélande     | -                           | Melbourne Rising          | 2017                    |
| Alaska Taufa               | Centre                 | 27 mars 1983      | Tonga                | -                           | US Oyonnax                | 2017                    |
| Lucas Dupont               | Ailier                 | 19 mars 1990      | France               | -                           | Montpellier HR            | 2015                    |
| Benoît Jasmin              | Ailier                 | 29 mai 1991       | France               | -                           | US Carcassonne            | 2017                    |
| Daniel Kilioni             | Ailier                 | 22 février 1993   | Tonga                | -                           | US Carcassonne            | 2016                    |
| Pierre Mignot (rugby à XV) | Ailier                 | 13 avril 1996     | France               | -                           | Formé au club             | 2016                    |
| Bastien Guillemin          | Arrière                | 22 septembre 1997 | France               | -                           | Formé au club             | 2016                    |
| Gervais Cordin             | Arrière                | 10 décembre 1998  | France               | 2 (10)                      | Formé au club             | 2017                    |
| Teiva Jacquelin            | Arrière                | 22 avril 1994     | France               | -                           | RC Toulon                 | 2017                    |
| Lolagi Visinia             | Arrière                | 19 janvier 1993   | Nouvelle-Zélande     | -                           | Auckland                  | 2017                    |

### Équipe-Type
1. Sona Taumalolo  2. Étienne Fourcade  3. Ali Oz
4. Francois Uys  5. Hans Nkinsi
6. Steven Setephano   8. Dylan Hayes ou Loïc Godener  7.  Fabien Alexandre
9. David Mélé ou Lilian Saseras  10. Burton Francis puis Franck Pourteau
11. Lucas Dupont  12. Nigel Hunt  13. Alaska Taufa  14. Bastien Guillemin
15. Lolagi Visinia

## Calendrier et résultats[4]

### Matchs amicaux
- US Oyonnax - FC Grenoble :  33-21
- Lyon OU - FC Grenoble :  26-17
- FC Grenoble - Provence rugby : 38-16

### Pro D2
| | |
| - US Dax - FC Grenoble : 13-28 - FC Grenoble - RC Massy : 26-22 - FC Grenoble - Stade montois : 26-21 - US Montauban - FC Grenoble : 25-23 - FC Grenoble - AS Béziers : 33-23 - Aviron bayonnais - FC Grenoble : 21-26 - FC Grenoble - RC Narbonne : 31-9 - USO Nevers - FC Grenoble : 17-16 - FC Grenoble - RC Vannes : 58-28 - FC Grenoble - Biarritz olympique : 39-28 - US Carcassonne - FC Grenoble : 18-23 - USA Perpignan - FC Grenoble : 42-23 - FC Grenoble - Colomiers rugby : 58-23 - Stade aurillacois - FC Grenoble : 30-14 - FC Grenoble - Soyaux Angoulême XV : 25-20 | - AS Béziers - FC Grenoble : 38-8 - FC Grenoble - Aviron bayonnais : 28-23 - RC Massy - FC Grenoble : 37-14 - FC Grenoble - USO Nevers : 13-10 - Biarritz olympique - FC Grenoble : 37-14 - FC Grenoble - USA Perpignan : 17-24 - RC Vannes - FC Grenoble : 20-21 - FC Grenoble - US Montauban : 24-21 - RC Narbonne - FC Grenoble : 29-29 - FC Grenoble - US Dax : 28-14 - Colomiers rugby - FC Grenoble : 23-16 - Stade montois - FC Grenoble : 13-19 - FC Grenoble - US Carcassonne : 30-5 - FC Grenoble - Stade aurillacois : 46-23 - Soyaux Angoulême XV - FC Grenoble : 10-19 |

### Classement de la saison régulière
| Rang | Club                 | J  | V  | N | D  | Bo | Bd | Pm  | Pe  | Diff | Pts |
| ---- | -------------------- | -- | -- | - | -- | -- | -- | --- | --- | ---- | --- |
| 1    | USA Perpignan        | 30 | 20 | 1 | 9  | 12 | 3  | 919 | 571 | +348 | 97  |
| 2    | US Montauban         | 30 | 20 | 2 | 8  | 4  | 4  | 679 | 546 | +133 | 92  |
| 3    | FC Grenoble (R)      | 30 | 20 | 1 | 9  | 4  | 2  | 775 | 667 | +108 | 88  |
| 4    | Stade montois        | 30 | 17 | 0 | 13 | 12 | 4  | 753 | 540 | +213 | 84  |
| 5    | AS Béziers           | 30 | 19 | 1 | 10 | 4  | 2  | 756 | 670 | +86  | 84  |
| 6    | Biarritz olympique   | 30 | 17 | 0 | 13 | 7  | 5  | 789 | 694 | +95  | 80  |
| 7    | USO Nevers (P)       | 30 | 15 | 0 | 15 | 6  | 3  | 656 | 580 | +76  | 69  |
| 8    | Aviron bayonnais (R) | 30 | 14 | 1 | 15 | 5  | 6  | 732 | 764 | -32  | 69  |
| 9    | Colomiers Rugby      | 30 | 14 | 1 | 15 | 6  | 5  | 637 | 678 | -41  | 69  |
| 10   | RC Vannes            | 30 | 12 | 0 | 18 | 6  | 8  | 721 | 739 | -18  | 62  |
| 11   | Stade aurillacois    | 30 | 13 | 1 | 16 | 2  | 5  | 641 | 716 | -75  | 61  |
| 12   | RC Massy (P)         | 30 | 13 | 0 | 17 | 2  | 5  | 633 | 682 | -49  | 59  |
| 13   | Soyaux Angoulême XV  | 30 | 13 | 1 | 16 | 2  | 3  | 592 | 661 | -69  | 59  |
| 14   | US Carcassonne       | 30 | 11 | 0 | 19 | 4  | 5  | 585 | 767 | -182 | 53  |
| 15   | US Dax               | 30 | 9  | 1 | 20 | 2  | 6  | 602 | 767 | -165 | 46  |
| 16   | RC Narbonne          | 30 | 7  | 2 | 21 | 2  | 1  | 547 | 975 | -428 | 35  |

|  | Qualification pour les demi-finales (no 1, no 2).         |
|  | Qualification pour les barrages (no 3, no 4, no 5, no 6). |
|  | Relégation en Fédérale 1 (no 15 et no 16).                |
|  | R : relégués 2017 • P : promus 2017                       |

### Phase finale
|  | Barrages                                                    | Barrages                                                    |                                               |                                               | Demi-finales                                         | Demi-finales                                         |  |  | Finale                                           | Finale                                           |
|  | Barrages                                                    | Barrages                                                    |                                               |                                               | Demi-finales                                         | Demi-finales                                         |  |  | Finale                                           | Finale                                           |
|  |                                                             |                                                             |                                               |                                               |                                                      |                                                      |  |  |                                                  |                                                  |
|  | 21 avril 2018 15 h 15 au stade Guy-Boniface, Mont-de-Marsan | 21 avril 2018 15 h 15 au stade Guy-Boniface, Mont-de-Marsan |                                               |                                               | 29 avril 2018 14 h 15 au stade Aimé-Giral, Perpignan | 29 avril 2018 14 h 15 au stade Aimé-Giral, Perpignan |  |  | 6 mai 2018 15 h au stade Ernest-Wallon, Toulouse | 6 mai 2018 15 h au stade Ernest-Wallon, Toulouse |
|  | 21 avril 2018 15 h 15 au stade Guy-Boniface, Mont-de-Marsan | 21 avril 2018 15 h 15 au stade Guy-Boniface, Mont-de-Marsan |                                               |                                               | 29 avril 2018 14 h 15 au stade Aimé-Giral, Perpignan | 29 avril 2018 14 h 15 au stade Aimé-Giral, Perpignan |  |  | 6 mai 2018 15 h au stade Ernest-Wallon, Toulouse | 6 mai 2018 15 h au stade Ernest-Wallon, Toulouse |
|  | 21 avril 2018 15 h 15 au stade Guy-Boniface, Mont-de-Marsan | 21 avril 2018 15 h 15 au stade Guy-Boniface, Mont-de-Marsan | [1] USA Perpignan                             | 28                                            |                                                      |                                                      |  |  | 6 mai 2018 15 h au stade Ernest-Wallon, Toulouse | 6 mai 2018 15 h au stade Ernest-Wallon, Toulouse |
|  | [4] Stade montois                                           | 31                                                          | [1] USA Perpignan                             | 28                                            |                                                      |                                                      |  |  | 6 mai 2018 15 h au stade Ernest-Wallon, Toulouse | 6 mai 2018 15 h au stade Ernest-Wallon, Toulouse |
|  | [4] Stade montois                                           | 31                                                          | [4] Stade montois                             | 8                                             |                                                      |                                                      |  |  | 6 mai 2018 15 h au stade Ernest-Wallon, Toulouse | 6 mai 2018 15 h au stade Ernest-Wallon, Toulouse |
|  | [5] AS Béziers Hérault                                      | 23                                                          | [4] Stade montois                             | 8                                             |                                                      |                                                      |  |  | 6 mai 2018 15 h au stade Ernest-Wallon, Toulouse | 6 mai 2018 15 h au stade Ernest-Wallon, Toulouse |
|  | [5] AS Béziers Hérault                                      | 23                                                          | 28 avril 2018 18 h au stade Sapiac, Montauban | 28 avril 2018 18 h au stade Sapiac, Montauban | [1] USA Perpignan                                    | 38                                                   |  |  |                                                  |                                                  |
|  | 21 avril 2018 19 h au stade des Alpes, Grenoble             |                                                             | 28 avril 2018 18 h au stade Sapiac, Montauban | 28 avril 2018 18 h au stade Sapiac, Montauban | [1] USA Perpignan                                    | 38                                                   |  |  |                                                  |                                                  |
|  |                                                             | [3] FC Grenoble                                             | 28 avril 2018 18 h au stade Sapiac, Montauban | 28 avril 2018 18 h au stade Sapiac, Montauban | 13                                                   |                                                      |  |  |                                                  |                                                  |
|  | [3] FC Grenoble                                             | [3] FC Grenoble                                             | 28 avril 2018 18 h au stade Sapiac, Montauban | 28 avril 2018 18 h au stade Sapiac, Montauban | 13                                                   | 33                                                   |  |  |                                                  |                                                  |
|  | [3] FC Grenoble                                             | [2] US Montauban                                            | 15                                            |                                               |                                                      | 33                                                   |  |  |                                                  |                                                  |
|  | [6] Biarritz olympique                                      | [2] US Montauban                                            | 15                                            | 26                                            |                                                      |                                                      |  |  |                                                  |                                                  |
|  | [6] Biarritz olympique                                      | [3] FC Grenoble                                             | 22                                            | 26                                            |                                                      |                                                      |  |  |                                                  |                                                  |
|  |                                                             | [3] FC Grenoble                                             | 22                                            |                                               |                                                      |                                                      |  |  |                                                  |                                                  |

### Barrages
| 21 avril 2018 19 h | FC Grenoble | 33 - 26 (16 - 11) | Biarritz olympique | stade des Alpes, Grenoble Arbitre : Tual Trainini |
| 21 avril 2018 19 h | Essai(s) : 3 Nkinsi (32e), Hunt (42e), Kilioni (72e) Transformation(s) : 3 Mélé (33e, 43e, 73e) Pénalité(s) : 4 Mélé (7e, 18e, 27e, 65e) |                   | Essai(s) : 3 Tawalo (38e, 47e), Loustaunau (78e) Transformation(s) : 1 M.Lucu (48e) Pénalité(s) : 3 M.Lucu (12e, 29e, 56e) Carton(s) jaune(s) : 1 Levi (69e) | stade des Alpes, Grenoble Arbitre : Tual Trainini |
| 21 avril 2018 19 h | |                   | | stade des Alpes, Grenoble Arbitre : Tual Trainini |

### Demi-finales
| 28 avril 2018 18 h | US Montauban                                                                                                | 15 - 22 (3 - 15) | FC Grenoble | stade Sapiac, Montauban Arbitre : Thomas Charabas |
| 28 avril 2018 18 h | Essai(s) : 2 Chaput (61e), Domenech (77e) Transformation(s) : 1 Bosviel (62e) Pénalité(s) : 1 Bosviel (13e) |                  | Essai(s) : 3 Taumalolo (5e, 36e), Mélé (55e) Transformation(s) : 2 Mélé (37e, 56e) Pénalité(s) : 1 Mélé (30e) Carton(s) jaune(s) : 1 Dupont (23e) | stade Sapiac, Montauban Arbitre : Thomas Charabas |
| 28 avril 2018 18 h | |                  | | stade Sapiac, Montauban Arbitre : Thomas Charabas |

### Finale
| 6 mai 2018 15 h | USA Perpignan | 38 - 13 (14 - 13) | FC Grenoble | stade Ernest-Wallon, Toulouse 18 700 spectateurs Arbitre : Cyril Lafon |
| 6 mai 2018 15 h | Essai(s) : 5 Bousquet (4e), Selponi (33e), Cocagi (52e), Carbou (67e), Mafi (72e) Transformation(s) : 5 Eru (5e), Bousquet (34e, 53e, 68e, 74e) Pénalité(s) : 1 Bousquet (59e) |                   | Essai(s) : 1 Oz (16e) Transformation(s) : 1 Mélé (17e) Pénalité(s) : 2 Mélé (10e, 24e) Carton(s) jaune(s) : 1 Rinakama (58e) | stade Ernest-Wallon, Toulouse 18 700 spectateurs Arbitre : Cyril Lafon |
| 6 mai 2018 15 h | |                   | | stade Ernest-Wallon, Toulouse 18 700 spectateurs Arbitre : Cyril Lafon |

### Barrage accession Top 14
| Samedi 12 mai 2018 14 h 45 | FC Grenoble | 47 - 22 (28 - 10) | US Oyonnax | Stade des Alpes, Grenoble 18 500 spectateurs Arbitre : Laurent Cardona |
| Samedi 12 mai 2018 14 h 45 | Essai(s) : 7 Visinia (8e, 68e), Mélé (11e), Oz (33e), Taumalolo (38e), Guillemin (65e), Mas (77e) Transformation(s) : 6 Mélé (8e, 11e, 33e, 38e), Pourteau (68e), Francis (77e) |                   | Essai(s) : 3 Ikepefan (22e, 51e), Müller (80e) Transformation(s) : 2 Botica (22e, 51e) Pénalité(s) : 1 Botica (15e) | Stade des Alpes, Grenoble 18 500 spectateurs Arbitre : Laurent Cardona |
| Samedi 12 mai 2018 14 h 45 | |                   | | Stade des Alpes, Grenoble 18 500 spectateurs Arbitre : Laurent Cardona |

Le FC Grenoble est promu en Top 14 et l'US Oyonnax est relégué en Pro D2

## Statistiques

### Championnat de France
Meilleurs réalisateurs
| Rang | Joueur         | Poste            | Points | Essais | Transf. | Pén. | Drops |
| ---- | -------------- | ---------------- | ------ | ------ | ------- | ---- | ----- |
| 1    | Burton Francis | Demi d'ouverture | 128    | 1      | 18      | 27   | 2     |
| 2    | Adrien Latorre | Demi d'ouverture | 60     | 1      | 5       | 14   | 1     |
| 3    | Lolagi Visinia | Arrière          | 55     | 11     | 0       | 0    | 0     |

Meilleurs marqueurs
| Rang | Joueur            | Poste                  | Essais |
| ---- | ----------------- | ---------------------- | ------ |
| 1    | Lolagi Visinia    | Arrière                | 11     |
| 2    | Lucas Dupont      | Ailier                 | 8      |
| 3    | Loïc Godener      | Troisième ligne centre | 6      |
| 4    | Bastien Guillemin | Arrière                | 5      |
| 5    | Étienne Dussartre | Centre                 | 4      |